# Тридцатая (приток Ванжили)
Тридцатая — река в России, протекает по Каргасокскому району Томской области. Устье реки находится в 15 км по правому берегу реки Ванжиль. Длина реки составляет 20 км. в 1 км от устья, по правому берегу реки впадает река Первая.
В 6 км от устья, по правому берегу реки впадает река Пятнадцатая.

## Данные водного реестра
По данным государственного водного реестра России относится к Верхнеобскому бассейновому округу, водохозяйственный участок реки — Обь от впадения реки Васюган до впадения реки Вах, речной подбассейн реки — Васюган. Речной бассейн реки — (Верхняя) Обь до впадения Иртыша.